# Maimonides grav

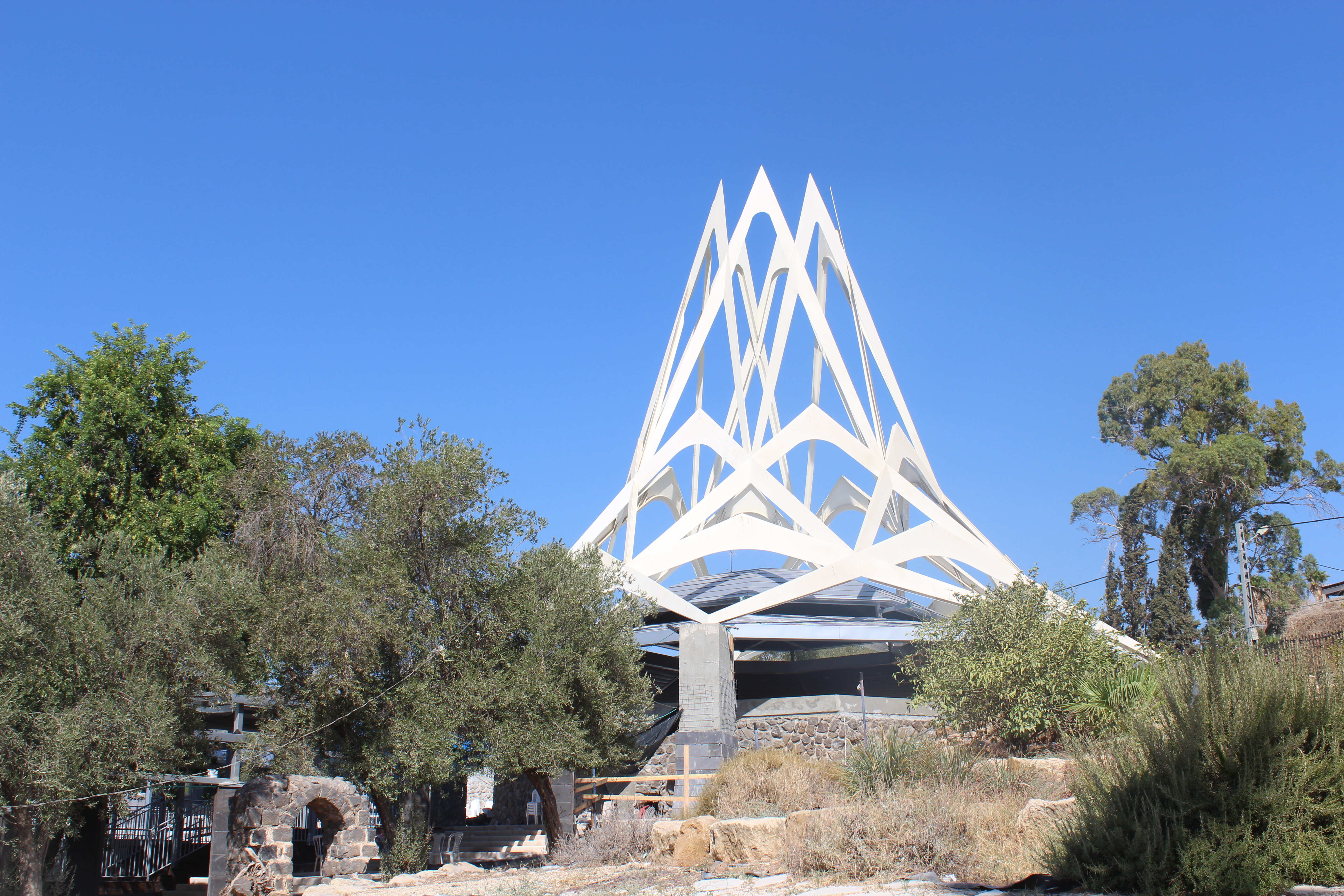
Maimonides grav

Maimonides grav är enligt judisk tradition belägen i centrala Tiberias, på Galileiska sjöns västra strand. Maimonides dog i Fustat i Egypten den 13 december 1204 och man tror att han kortvarigt begravdes där innan hans kvarlevor fördes till Tiberias. Maimonides grav är en av de viktigaste judiska pilgrimsplatserna i Israel och en av Tiberias mest besökta turistattraktioner. På platsen vilar även rabbinerna Jesaja Horowitz och Jochanan Ben Sakkai.